# Franciscus van Assisi ontvangt de stigmata (Carracci)
Franciscus van Assisi ontvangt de stigmata is een kopergravure van de hand van Agostino Carracci. Deze grafische kunstenaar en kunstschilder uit Bologna vervaardigde deze in het jaar 1586. Er bestaan meerdere exemplaren. Deze bewaard in The Cleveland Museum of Art, Verenigde Staten, is het meest beschreven; andere bevinden zich in het Rijksmuseum Amsterdam en de Galleria degli Uffizi in Florence, Italië.

## Beschrijving
Franciscus van Assisi beklimt de La Verna berg in Toscane. Volgens de katholieke overlevering ontving hij daar de stigmata van Christus, wat een geliefd thema was in de Contrareformatie. Een kruisbeeld in de hemel straalt af op Franciscus en maakt de wonden. 
Agostino Caracci kopieerde het berglandschap van een schilderij van zijn neef Lodovico Carracci, namelijk de heilige Vincent aanbidt Maria met Kind. Nochtans is de houding van Franciscus origineel: hij steekt zijn handen in de lucht. Deze houding werd door latere generaties artiesten overgenomen.
Onderaan de afbeelding staat de volgende tekst in het Latijn: Signasti Domine servum tuum Franciscum signis redemptionis nostrae. Dit betekent: Heer, u hebt uw dienaar Franciscus getekend met de tekenen van onze verlossing.
De afmetingen bedragen 46,04 cm hoog en 31,75 cm breed.